# Austerlitz

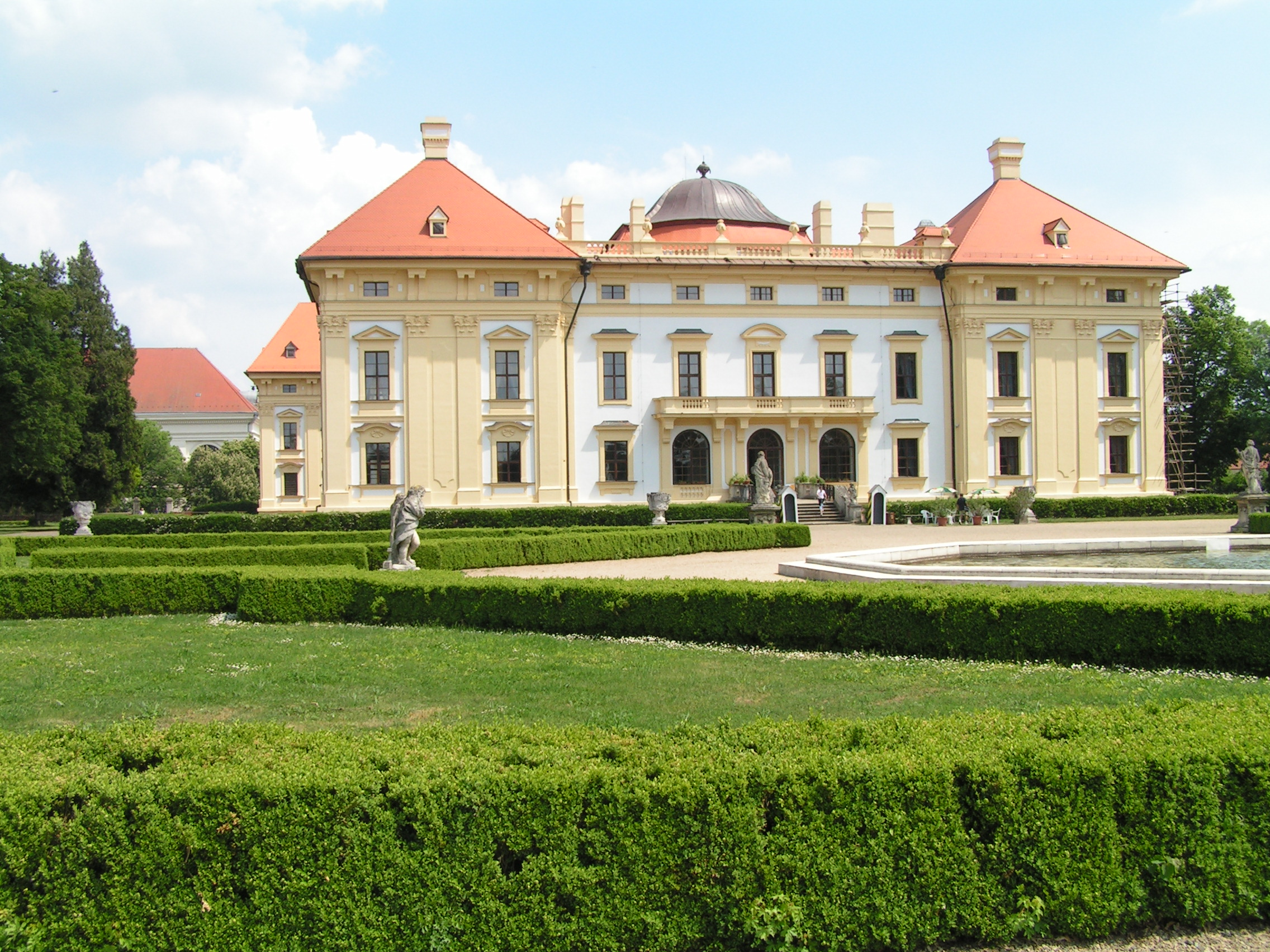
Castle Slavkov

Austerlitz (em checo: Slavkov u Brna) é um local na Morávia, na República Checa, a cerca de 20 km a leste de Brno. Foi lá que ocorreu a Batalha de Austerlitz, durante as guerras napoleônicas, que resultou em uma vitória decisiva do Império Francês contra seus inimigos.